# Thijs Ros
Thijs Ros (Delft, 24 december 1979) is een Nederlands atleet, die is gespecialiseerd in de tienkamp en het speerwerpen.
Op 1 juli 2007 nam Ros deel aan de Nederlandse kampioenschappen op het onderdeel speerwerpen in het Olympisch stadion in Amsterdam. Hier behaalde hij een achtste plaats met een beste poging van 59,57 m.
Ros heeft de sportacademie in Den Haag afgerond in 2004 en is sinds 1987 aangesloten bij atletiekvereniging AV Clytoneus. Daarnaast is hij vakdocent gymnastiek op KBS de Regenboog in Woerden.

## Persoonlijke records
| Onderdeel            | Prestatie | Datum              | Plaats    |
| -------------------- | --------- | ------------------ | --------- |
| 100 m                | 11,51 s   | 2002               | Utrecht   |
| 400 m                | 49,74 s   | 2 juni 2002        | Hengelo   |
| 110 m horden         | 15,30 s   | 28 mei 2006        | Hengelo   |
| 400 m horden         | 52,82 s   | 8 juni 2002        | Leiden    |
| hoogspringen         | 1,90 m    | 23 mei 1998        | Emmeloord |
| polsstokhoogspringen | 4,20 m    | 14 oktober 2001    | Woerden   |
| verspringen          | 7,09 m    | 2 juni 2002        | Hengelo   |
| kogelstoten          | 11,50 m   | 25 augustus 2007   | Woerden   |
| discuswerpen         | 33,00 m   | 14 oktober 2001    | Woerden   |
| speerwerpen          | 62,86 m   | 23 mei 2009        | Hoorn     |
| tienkamp             | 6643 p    | 13/14 oktober 2001 | Woerden   |